# Duguetia spixiana
Duguetia spixiana är en kirimojaväxtart som beskrevs av Carl Friedrich Philipp von Martius. Duguetia spixiana ingår i släktet Duguetia och familjen kirimojaväxter. Inga underarter finns listade i Catalogue of Life.